# Djob
Pour les articles homonymes, voir Job.
Djob ou Job est la traduction en langue bassa de Dieu le créateur dans les écrits bibliques de l'Église catholique. Dans la spiritualité traditionnelle du peuple Bassa, Djob désigne la divinité solaire pour désigner Dieu.

## Approche traditionnelle
Source de lumière, le soleil régit globalement la vie. La spiritualité traditionnelle du peuple Bassa intègre les rites du culte solaire. Djob, le Soleil, focaliserait la puissance cosmique. C’est pour cela  que les rites du Mbog ne sont organisés que dans la nuit, lorsque l’astre solaire est invisible.